# Nyangwe

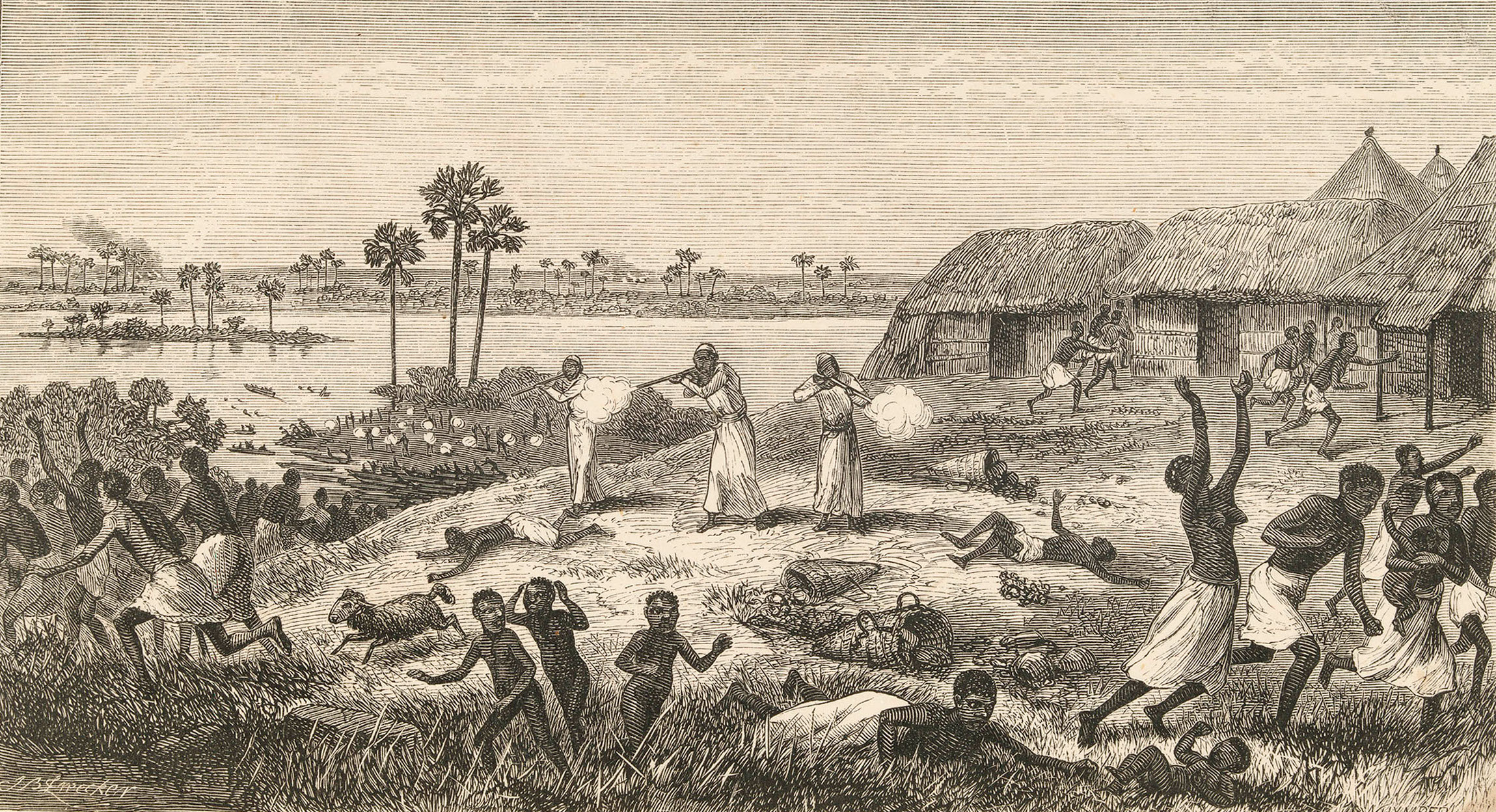
Atac d'esclavistes a la regió de Nyangwe

Nyangwe és una localitat situada sobre el marge dret del riu Lualaba, al Territori de Kasongo, província de Maniema, a l'actual República Democràtica del Congo. Va ser un dels principals llocs de tràfic d'esclaus de finals del segle xix a la regió.
La localitat va ser fundada cap a 1860 i dirigida a partir de 1868 per un soldà o valí mestís anomenat Dugombi. Munia Muhara la va dirigir durant l'època de les Campanyes de L'Estat Lliure del Congo contra els àrabo-suahilis (1892). Comptava en aquell moment amb al voltant de 30.000 habitants.
David Livingstone va ser el primer europeu a visitar Nyangwe el 1871. Es tractava de l'última població coneguda sobre el riu Lualaba venint des de l'est. Livingstone va pensar que aquest riu era el curs superior del Nil. Henry Morton Stanley va arribar a la localitat i va descendir el curs del riu el 1877 en companyia de Tippu Tip, arribant a Boma i, per tant, confirmant que tot aquest curs d'aigua corresponia amb el riu Congo. Verney Lovett Cameron hi va passar el 1874 i Hermann von Wissmann el 1883.
Nyangwe va ser definitivament incorporada a l'Estat Lliure del Congo el 4 de març de 1893 quan Francis Dhanis va prendre la ciutat de mans dels àrabo-suahilis.